# Rhomboda angustifolia
Rhomboda angustifolia är en orkidéart som först beskrevs av Cedric Errol Carr, och fick sitt nu gällande namn av Paul Ormerod. Rhomboda angustifolia ingår i släktet Rhomboda och familjen orkidéer. Inga underarter finns listade i Catalogue of Life.